# Блеск (фильм, 2001)
«Блеск» (англ. Glitter) — американский фильм-драма, в котором главную роль сыграла поп/R&B/соул певица — Мэрайя Кэри. Фильм был произведён компаниями 20th Century Fox и Columbia Pictures. Сюжет основан на истории жизни начинающей певицы в эпоху клубной музыки 1980-х. Саундтрек «Glitter», является восьмым студийным альбомом Кэри, который построен в музыкальном стиле ранних 1980-х. Фильм был подвергнут резкой критике как со стороны зрителей, так и самих критиков. Он не пользовался популярностью в кинотеатрах и не принёс ожидаемых кассовых сборов, вследствие чего был назван проектом тщеславия и почти автобиографической работой Кэри.
Съёмки фильма проходили в Гамильтоне (провинция Онтарио, Канада).

## История
Создание фильма планировалось в 1999 году, который в то время носил рабочее название All That Glitters. Кэри начала создавать и записывать новый материал ещё в 1998, но когда проект был отсрочен, она издала часть материала в альбоме «Rainbow». Фильм был выпущен только 20 сентября 2001 года и был переименован в «Glitter». Сюжет был основан на жизни девушки смешанной расы, которую забрали у темнокожей матери и которую бросил белый отец. Все детство девушка выросла в приюте. После тяжёлых лет жизни, она становится известной певицей 80-х и отправляется на поиски матери. Сюжет фильма — противоположность фактической жизни Мэрайи, родители которой развелись, также она оставила своего богатого темнокожего отца, оставшись с матерью из рабочего класса.
Мэрайя говорила о фильме: «События происходят в начале 80-х, в эпоху клубной моды того времени. Я играю певицу Билли — девушку смешанной расы, от белого отца и темнокожей матери. Билли растет в неродном доме, потому что её мать оставила её. Позже она встречает диджея и становится звездой в одну ночь. Все это время она ждет и верит, что её мать вернётся. Как вы видите, эта история далека от моей — у меня близкие отношения с мамой. Когда она не рядом со мной, то звонит почти каждые пять минут».

## Описание фильма
История Билли Франк начинается с прошлого, где Билли и её мать Лиллиан замечены в ночном клубе, где Лиллиан работает певицей. После вступительной песни, встреченной скудными аплодисментами, Лиллиан пытается взволновать публику собственной песней «Блюз Лиллиан» с юной Билли, которая подпевала матери на бэк-вокале. Но эта уловка терпит неудачу, и Лиллиан увольняют. Теперь, безработная, она обращается к своему экс-возлюбленному — отцу Билли за деньгами. Той ночью Лиллиан, подавленная и уставшая, заснула с сигаретой в руках. Огонь в доме быстро разгорается, и жильцов эвакуируют. Из-за опасных действий матери Билли забирает центр социальной защиты в приют, но Лиллиан обещает, что скоро вернётся за дочерью.
Обещания Лиллиан так и не осуществляются. Несколько лет спустя повзрослевшая Билли Франк стала танцовщицей в клубе со своими подругами — Луизой и Роксаной, с которыми она познакомилась в приюте. Однажды ночью, танцуя в клубе, они ловят внимание Тимоти Уолкера, который предлагает девушкам контракт, чтобы они стали бэк-вокалистками и танцовщицами для певицы Силк. Первоначально Билли отклоняет предложение, мечтая стать звездой своими силами и по своим правилам, но под давлением своих подруг она соглашается, и они втроем заключают контракт с Тимоти Уолкером.
Одной из первых работ по контракту являлась запись бэк-вокала для хита Силк — «All My Life». Сначала Силк кажется уверенной вокалисткой, но вскоре становится очевидно, что она поет не совсем в музыку и её голос вообще неприятен на слух. В попытке сделать ставку на сексуальную внешность Силк с сильными бэк-вокалами, Тимоти просит Билли спеть партию неудавшейся певицы, в то время как губы Силк синхронно двигаются под голос Билли.
Позже в ночном клубе диджея Джулиана «Дайса» Блека происходит дебют песни Силк «All My Life». Дайс сначала был потрясён, потому что знал, что Силк — ужасная певица, но всё же пошёл за кулисы по окончании её выступления для того, чтобы поздравить её. Именно в этот момент Силк допускает фатальную ошибку, оскорбив своих бэк-вокалисток перед фотографом. Билли, не желая оставаться в долгу, выставляет Силк мошенницей и пропевает часть песни «All My Life» недалеко от Дайса. Это смущает Силк. Дайс, впечатленный голосом, пытается убедить Билли позволить ему сделать несколько песен для неё, но она отклоняет это предложение. Когда она наконец смягчается, то упоминает о предыдущем контракте. Дайс уверяет её, что никаких проблем не будет и идёт поговорить с Тимоти. Сначала Тимоти и Дайс очень дружелюбны как старые друзья, но вскоре отношения становятся резкими, когда Дайс заявляет о том, что больше не пустит ни одного артиста Тимоти в свой ночной клуб, если тот не расторгнет контакт Билли Франк и её друзей. Тимоти в конечном счёте соглашается на дело, но при условии, что Дайс выплатит ему 100 000$.
Вскоре Билли и Дайс начинают совместно работать над песнями, и их первая работа становится хитом дискотек — «I Didn’t Mean to Turn You On». Дайс также учит Билли, как использовать интуицию в бизнесе музыки, отклоняя предложения от меньших лейблов звукозаписи в надеждах на лучшее. И их план сработал, поскольку они приняли предложение от Гая Ричардсона — главного лейбла звукозаписи.
Дайс приглашает Билли на свидание. Впоследствии он просит чтобы она поднялась с ним в его квартиру ненадолго. Билли знала, что он только хочет переспать с ней, после долгих сомнений Дайс убеждает её подняться и посмотреть его квартиру на несколько минут. Он начинает рассказывать о своей жизни и о его музыкальных планах на счет Билли. Она в свою очередь была впечатлена мечтами Дайса и сделала первый шаг на встречу, и они остаются вдвоем на всю ночь.
Вскоре началась работа над главным синглом Билли — «Loverboy». Сингл имел огромный успех, и звукозаписывающая компания пришла к мысли о создании видеоклипа для этой песни. Первоначально видеоклип показывал Билли, Луизу и Роксану, танцующих среди блёсток. Однако, режиссёр клипа был не удовлетворён результатом и распорядился, чтобы Билли переоделась в более откровенную одежду и заменил Луизу и Роксану на профессиональную группу полуобнажённых танцоров. Когда им приказывают танцевать очень близко к певице, то её это пугает, и Дайс вмешивается в процесс от имени Билли, и они вдвоем покидают съёмочную площадку прежде, чем видео было завершено.
Все вокруг становится драматичнее, чем ожидалось. Билли отказалась от помощи Дайса в написании песни «Reflections», которую она посвятила своей матери. Также её пригласили выступить на USA Music Awards, где она впервые встречает певца и поэта-песенника Рафаэля. После вечеринки Рафаэль снова встречается с Билли и предлагает совместный дуэт. Дайс, разъярённый тем, что ему отказали с сонаписании песни, а Рафаэлю удалось сделать выгодное предложение певице, приказывает Билли и её друзьям покинуть вечеринку, обвиняя её во флирте с Рафаэлем. Когда Луиза и Роксана пытаются вмешаться в спор, Дайс называет Луизу «толстозадой». Подруги Билли ставят ей ультиматум: или они, или Дайс, но машина уезжает прежде, чем Билли может выбрать. Дайс пытается успокоить её, но она отстраняется от него и начинает плакать, но успокаивается, когда говорит возлюбленному: «Если бы ты не поверил в меня, то ничего из того что есть сейчас с нами бы не произошло».
Перемирие оставалось недолгим, поскольку Тимоти стал угрожать Билли из-за долга, который Дайс был не в состоянии выплатить. В итоге, Дайс возвращается домой, и Билли говорит ему о визите Тимоти. Первоначально, она была смущена, поскольку думала, что Дайс давно решил проблему с её старым контрактом. Она неохотно говорит ему, что Тимоти угрожал ей. Дайс в гневе ждет за пределами квартиры Тимоти и избивает его. Зачинщик драки был арестован полицией, и Билли отказывается от выступления в передаче Saturday Night Live, чтобы выручить его. Билли расстроена тем, что Дайс лгал ей на счет контракта, и о том, что он ввязался в драку и попал под арест, они долго спорят, и Билли приходит к решению — уйти от него. Ей некуда было пойти, и она решила вернуться к своим подругам: Роксане и Луизе. Сначала Билли пытается отвлечься от боли и воспоминаний, переключая своё внимание на Рафаэля. Они создают сингл «Want You», который становится главный хитом. Однако, Билли все ещё тяжело после разрыва отношений с Дайсом, она испытывает эмоциональную боль и под давлением чувств начинает писать песню. Дайс так же скучает по Билли, и начинает писать песню для своей возлюбленной. Позже, она идёт в квартиру Дайса, чтобы помириться с ним, но его нет дома. Билли случайно обнаруживает листок с нотами и она понимает, что они вдвоем написали одну и ту же песню (которая стала известной как «Never Too Far»). Она целует листок с нотами и на нём остаётся след от помады, который позже обнаруживает Дайс.
Он хотел помириться с Билли, но был застрелен Тимоти. Новости вскоре достигают менеджеров и творческую команду Билли, которые видят репортаж об убийстве на телевидении. Поскольку они задаются вопросом, была ли Билли вместе с ним, и из-за чего она опаздывает на концерт, они поворачиваются, и видят, что она тоже стала свидетелем этого репортажа и находилась в состоянии потрясения. Мрачная Билли идёт на сцену и приказывает, чтобы группа прекратила играть «Loverboy». Затем Билли говорит зрителям в зале никогда не считать кого-то само собой разумеющимся, и что, если вы любите кого-то, то должны сказать им об этом, потому что никто не знает, представится ли шанс сказать об этом когда-нибудь ещё. И после вступительных слов она начинает петь «Never Too Far».
После завершения концерта Билли читает записку, которую оставил Дайс перед своей смертью. В письме он говорит, что любит Билли и купил билет на концерт, мечтая увидеть её на большой сцене, так же он нашёл адрес, где живёт мать Билли. Певица без отдыха села в лимузин и отправилась по адресу, указанному в письме и, через некоторое время, она встречается с матерью, и они обе плачут в объятиях друг друга.

## В фильме снимались
- Билли Франк — Мэрайя Кэри
- Джулиан «Дайс» Блэк — Макс Бизли
- Тимоти Уолкер — Терренс Ховард
- Лилиан Франк — Валери Петтифорд
- Келли — Энн Магнусон
- Гай Ричардсон — Дориан Хэрвуд
- Джек Бриджес — Грант Никаллс
- Луиза — Da Brat
- Роксана — Тиа Техада
- Рафаэль — Эрик Бенет
- Силк — Падма Лакшми

## Приём критиков
Отзывы критиков о фильме были негативными и в большинстве случаев отрицательными. Фильм имел слабый успех в кинотеатрах США. Премьера прошла в 1996 кинотеатрах страны, и фильм занимал одиннадцатое место по кассовым сборам за первую неделю, собрав около 5 миллионов долларов. Первоначальная дата показа намечалась после Labor day, но премьера была отсрочена на три недели из-за госпитализации Кэри.

## Награды
- Мэрайя Кэри получила «золотую малину» в номинации «худшая актриса года».